# Onthophagus kiuchianus
Onthophagus kiuchianus är en skalbaggsart som beskrevs av Masumoto, Yang och Teruo Ochi 2004. Onthophagus kiuchianus ingår i släktet Onthophagus och familjen bladhorningar. Inga underarter finns listade i Catalogue of Life.